# Zanssoni
Zanssoni ou Sanssoni é uma vila da comuna rural de Facolo, na circunscrição de Cutiala, na região de Sicasso ao sul do Mali.

## História
Em 1889, após conseguir a submissão de Seraquelé, o fama Tiebá Traoré (r. 1866–1893) marchou para Zanssoni. Cientes disso, os habitantes se reuniram ao sul da aldeia para parar o inimigo. Os sofás de Tiebá foram rápidos e dispersaram-os. O chefe da aldeia Missacoro Tio e o ferreiro Dorotigui foram decapitados e a aldeia foi incendiada e arrasada. Em 1898, após sufocar a revolta em Tieré, Queletigui e Cafeleamadu marcharam em direção a Gorosso a partir de onde seguiram viagem em direção a Sanssoni, Tionsso, Songuela, Fonfona e Duguolo.